# Godrevy
Godrevy (in cornico: Godrevi) è una penisola della Cornovaglia, in Inghilterra, a nord-ovest della città di Hayle. Forma l'estremità orientale della baia di St Ives. Il National Trust possiede la maggior parte di Godrevy. La penisola termina con Cape Godrevy Head. Si trova sul South West Coast Path. Sulla penisola si trova il faro di Godrevy, costruito nel 1858 in risposta al disastro della nave SS Nile, affondata nei pressi il 30 novembre 1854 (nessun passeggero o equipaggio è sopravvissuto), e fu automatizzato nel 1934. La sua portata è di 19 km.
La forma della penisola è simile a un quadrato. La costa di Godrevy è frastagliata, un misto di spiagge sabbiose e scogliere alte fino a 70 metri. Godrevy è nota per lo sport del surf.

## Goedrevy nella cultura
Il faro di Godrevy è stato descritto da Virginia Woolf nel suo libro "To the lighthouse".